# Urashima

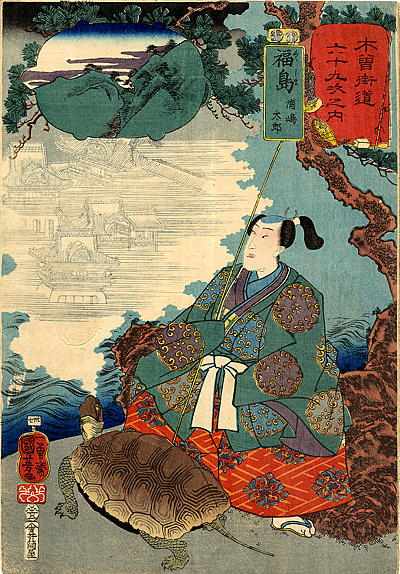
Urashima Tarō av Kuniyoshi Utagawa

Urashima Tarō (浦島太郎) är en minst 1 200 år gammal japansk folksaga om en ung fiskare som en dag räddar en liten havssköldpadda till livet och blir belönad med ett besök till havsguden Ryūjins (龍神) palats på havets botten. Han träffar havsgudens dotter, som ser till att han trivs under de tre år som han vistas där. När han vill återvända hem får han med sig en magisk ask, som inte får öppnas om han vill komma tillbaka. Det visar sig att tiden i den verkliga världen går hundra gånger snabbare än i gudarnas värld. Det hela slutar med att han öppnar askens lock, åldras snabbt och dör. Detta är den i stort sett gemensamma ramen för de olika vägar intrigen tar i de många varianter som berättats lokalt eller i olika sedelärande syften. Urashima betraktas som en hjälte i japansk mytologi men med förbehåll för den moraliska poängen.

## Ett par varianter av idag
Den version som berättas för dagens förskolebarn i bilderbok av stort format med hårda pärmar inleds med att Urashima räddar sköldpaddan från några pojkars elaka lek på stranden. Det gör han genom att köpa sköldpaddan för ersättningen han fått för dagens fiskfångst, vilken annars skulle kommit familjen till godo. Mor, far och lillasyster beklagar sig dock inte, utan berömmer honom för den goda gärningen. När han någon tid senare trots familjens varningar, råkar ut för en storm blir han själv räddad av en fullvuxen sköldpadda, en minogame, förälder till den lilla som därtill är gudadotterns sällskapsdjur. Som tack blev han mottagen av havsgudens dotter, Otohime (乙姫) och fick tillbringa en mycket underhållande och bekymmerslös tid i hennes sällskap. Han glömmer att tiden går och först efter tre år inser han plötsligt att lillasyster antagligen är orolig. När han berättar att han vill besöka sin familj på fasta land, fick han lov av Otohime att göra så mot att han tar med sig en låda, tamatebako (玉手箱) , som måste förbli oöppnad, om han eventuellt önskar återvända till henne. Väl ilandsatt på sin hemmastrand känner han inte längre igen sig. På platsen där hans hus stått finns bara rester och en mycket gammal man upplyser honom om att det sägs att för mycket länge sen hade en fiskare vid namn Urashima Tarō omkommit i en storm. Han insåg då att tiden gick mycket långsamt i den gudomliga världen och att allt han hade lämnat redan hade upphört att existera för hundratals år sedan. Han glömde gudadotterns förbud att öppna lådan, varpå han omgavs av tidens vita rök, snabbt åldrades och dog på fläcken. Det moraliskt klandervärda har här tonvikten på att låta tiden rinna iväg, när lyckan ler och livet leker.
I en annan version, som fortfarande hörs och återges i Ida Trotzigs bok ”Japanska Sagor” (1911), så frälste Urashima, utan att just då veta om det, en övernaturlig varelse i en sköldpaddas skepnad. Han råkar själv fånga sköldpaddan i sitt nät, men släpper den åter i vattnet för att den ska få chans att leva sitt liv. Det är havsgudens undersköna dotter, här kallad Urana No, som sänts dit av sin far för att pröva Urashimas sinnelag. Genom sin goda gärning hade han visat sig vara den rättskaffens yngling fadern önskade sin dotter och hon erbjuder honom att genast bli sin make. Hon för honom till faderns fantastiska palats av silver, guld och rödaste korall.  När han så en morgon bedyrande sin lycka ändå ber sin hustru att helt kort få återse sina föräldrar och syskon, tvekar hon men ger med sig mot löfte att han inte öppnar asken, som han måste ta med sig. Han träffar så småningom på ett par gubbar som berättar att fiskaren Urashima hade drunknat för 300 år sedan och att hans syskon och deras barnbarn sedan länge är döda och inga andra anhöriga är kända. För att komma tillbaka till sin maka öppnar han asken utan tanke på sitt löfte och skadan är skedd. Hans levnadssaga kom till ända, eftersom han varit olydig.

## Återverkan
Sagan har funnit sin väg i Japans närområde under århundraden. Moderna japanska varianter saknas inte heller: 
Urusei Yatsura, Love Hina, Yu Yu Hakusho är några exempel. En SF-författare, Toyoda Aritsune, använder den så kallade tvillingparadoxen att förklara tidsförskjutningen hos Urashima.
Den amerikanska SF-författaren Ursula K. Le Guin använder vår huvudperson för sin fantasy-samling  A Fisherman of the Inland Sea, där en av novellerna, "Another Story" är mer specifik.
Flera videospel utnyttjar likaså detta tema.